# Cubiertas inferiores (Star Trek: La nueva generación)
"Cubiertas Inferiores" es el episodio 15 episodio de la séptima temporada de la serie de televisión de ciencia ficción Star Trek: La nueva generación.
Mientras se lleva a cabo el proceso de evaluación de promociones de la Enterprise, cuatro oficiales subalternos se ven envueltos en una misión ultrasecreta.

## Trama
Fecha estelar 47566.7. Cuatro jóvenes oficiales subalternos de la Enterprise ven cómo su amistad se pone a prueba durante las evaluaciones de personal. Dos de ellos, Sam Lavelle y una joven bajorana llamada Sito Jaxa descubren que son candidatos para un mismo puesto. Al unírseles Ben, un civil que trabaja como camarero, se enteran de que las promociones de sus otros dos compañeros, la enfermera Ogawa y el joven ingeniero vulcaniano Taurik, están confirmadas.
Worf detecta una cápsula de escape dentro del espacio cardasiano, que está fuera de los límites para la Enterprise, y Geordi y Taurik trabajan en un modo de transportar al pasajero a bordo, en medio de un halo de secreto.
Parece que a Ogawale le van bien bien en las evaluaciones ya que la dra. Beverly Crusher sólo tiene elogios para ella por su habilidad y logros. Crusher le ordena a Ogawa no revele nada de lo que va a ver en la enfermería y la lleva con un cardasiano herido ha sido traído a bordo.
Mientras tanto el comandante Riker y Worf no se ponen de acuerdo sobre quién debe recibir el ascenso, si Lavelle o Sito. El capitán Picard reprende con dureza a Sito por su participación en un escándalo de la Academia de la Flota Estelar (según pudo verse en un episodio anterior "El deber principal"), por lo que Sito abandona la reunión al no poder defenderse.
La deliberación para los ascensos quedan interrumpidas al asignárseles a tres de ellos una desconcertante misión secreta. Dejado fuera del círculo de participantes, Lavelle se convence de que esto es un signo de que no será ascendido. Al terminar una clase que Worf está dando, éste le indica a Sito que desea someterla a una prueba, le venda los ojos y comienza un ejercicio de combate de artes marciales de uno contra uno. Sito no sabe cómo detener los ataques de Worf y finalmente se planta ante él y le dice que la prueba no es justa. Worf admite que lograr que ella decida por sí misma parar cuando se le obliga a participar en una prueba injusta es lo que está buscando. Con su confianza renovada, sito pregunta a Picard sobre su entrevista previa y éste admite que el propósito de su anterior comportamiento era evaluar su preparación para realizar una peligrosa misión secreta donde ella debe hacerse pasar por una prófuga bajorana capturada por un cardasiano llamado Joret Dal, un operativo de la Federación que necesita regresar a Cardasia. El plan es que ella simule ser su prisionera y que, a la primera oportunidad, Joret la lance hacia espacio de la Federación en una cápsula de escape.
Desgraciadamente Sito fallece durante la misión, y lo único que se recupera de su cápsula de escape son restos dispersos. El capitán Picard anuncia la muerte de un tripulante a través del sistema de comunicaciones interna de la nave. Lavelle recibe la promoción, pero tanto él como sus amigos y superiores quedan abatidos, consolándose unos a otros. Worf (a instancias de Ben) se une a ellos en el final del episodio, afectado por la pérdida que todos sienten.